# Исаев, Леонид Антонович
Леонид Антонович Исаев (3 ноября 1899 — 2 сентября 1932, Москва) — советский шахматный композитор, журналист. Секретарь центральной комиссии по шахматной композиции (1930—1932), член редколлегии сборников «Задачи и этюды» (1927—1930), редактор отделов задач журнала «Шахматы» (1922—1929) и газеты «64» (1925—1932).
Автор темы, которая носит его имя, ряда статей по вопросам двухходовой тематики. С 1922 года опубликовал 120 задач (преимущественно двухходовки), около 50 из них отмечены на конкурсах, в том числе 15 — первыми призами. Добился высоких творческих достижений, особенно в разработке комбинаций в попытках и теме включения и выключения фигур различных сочетаниях.

## Задачи
|   | a | b | c | d | e | f | g | h |   |
| - | --- | --- | --- | --- | --- | --- | --- | --- | - |
| 8 | d8 чёрный слон · g8 чёрная ладья · b7 чёрная пешка · c7 чёрная пешка · d7 чёрная ладья · f7 чёрная пешка · h7 чёрный слон · c6 белый конь · d6 чёрный король · f6 чёрный конь · h6 белая ладья · b5 белый ферзь · c5 белая ладья · c4 белый слон · e4 чёрная пешка · f4 белый король · g4 чёрная пешка · a3 чёрный ферзь · e3 чёрная пешка · g3 белый слон · a2 чёрный конь | d8 чёрный слон · g8 чёрная ладья · b7 чёрная пешка · c7 чёрная пешка · d7 чёрная ладья · f7 чёрная пешка · h7 чёрный слон · c6 белый конь · d6 чёрный король · f6 чёрный конь · h6 белая ладья · b5 белый ферзь · c5 белая ладья · c4 белый слон · e4 чёрная пешка · f4 белый король · g4 чёрная пешка · a3 чёрный ферзь · e3 чёрная пешка · g3 белый слон · a2 чёрный конь | d8 чёрный слон · g8 чёрная ладья · b7 чёрная пешка · c7 чёрная пешка · d7 чёрная ладья · f7 чёрная пешка · h7 чёрный слон · c6 белый конь · d6 чёрный король · f6 чёрный конь · h6 белая ладья · b5 белый ферзь · c5 белая ладья · c4 белый слон · e4 чёрная пешка · f4 белый король · g4 чёрная пешка · a3 чёрный ферзь · e3 чёрная пешка · g3 белый слон · a2 чёрный конь | d8 чёрный слон · g8 чёрная ладья · b7 чёрная пешка · c7 чёрная пешка · d7 чёрная ладья · f7 чёрная пешка · h7 чёрный слон · c6 белый конь · d6 чёрный король · f6 чёрный конь · h6 белая ладья · b5 белый ферзь · c5 белая ладья · c4 белый слон · e4 чёрная пешка · f4 белый король · g4 чёрная пешка · a3 чёрный ферзь · e3 чёрная пешка · g3 белый слон · a2 чёрный конь | d8 чёрный слон · g8 чёрная ладья · b7 чёрная пешка · c7 чёрная пешка · d7 чёрная ладья · f7 чёрная пешка · h7 чёрный слон · c6 белый конь · d6 чёрный король · f6 чёрный конь · h6 белая ладья · b5 белый ферзь · c5 белая ладья · c4 белый слон · e4 чёрная пешка · f4 белый король · g4 чёрная пешка · a3 чёрный ферзь · e3 чёрная пешка · g3 белый слон · a2 чёрный конь | d8 чёрный слон · g8 чёрная ладья · b7 чёрная пешка · c7 чёрная пешка · d7 чёрная ладья · f7 чёрная пешка · h7 чёрный слон · c6 белый конь · d6 чёрный король · f6 чёрный конь · h6 белая ладья · b5 белый ферзь · c5 белая ладья · c4 белый слон · e4 чёрная пешка · f4 белый король · g4 чёрная пешка · a3 чёрный ферзь · e3 чёрная пешка · g3 белый слон · a2 чёрный конь | d8 чёрный слон · g8 чёрная ладья · b7 чёрная пешка · c7 чёрная пешка · d7 чёрная ладья · f7 чёрная пешка · h7 чёрный слон · c6 белый конь · d6 чёрный король · f6 чёрный конь · h6 белая ладья · b5 белый ферзь · c5 белая ладья · c4 белый слон · e4 чёрная пешка · f4 белый король · g4 чёрная пешка · a3 чёрный ферзь · e3 чёрная пешка · g3 белый слон · a2 чёрный конь | d8 чёрный слон · g8 чёрная ладья · b7 чёрная пешка · c7 чёрная пешка · d7 чёрная ладья · f7 чёрная пешка · h7 чёрный слон · c6 белый конь · d6 чёрный король · f6 чёрный конь · h6 белая ладья · b5 белый ферзь · c5 белая ладья · c4 белый слон · e4 чёрная пешка · f4 белый король · g4 чёрная пешка · a3 чёрный ферзь · e3 чёрная пешка · g3 белый слон · a2 чёрный конь | 8 |
| 7 | d8 чёрный слон · g8 чёрная ладья · b7 чёрная пешка · c7 чёрная пешка · d7 чёрная ладья · f7 чёрная пешка · h7 чёрный слон · c6 белый конь · d6 чёрный король · f6 чёрный конь · h6 белая ладья · b5 белый ферзь · c5 белая ладья · c4 белый слон · e4 чёрная пешка · f4 белый король · g4 чёрная пешка · a3 чёрный ферзь · e3 чёрная пешка · g3 белый слон · a2 чёрный конь | d8 чёрный слон · g8 чёрная ладья · b7 чёрная пешка · c7 чёрная пешка · d7 чёрная ладья · f7 чёрная пешка · h7 чёрный слон · c6 белый конь · d6 чёрный король · f6 чёрный конь · h6 белая ладья · b5 белый ферзь · c5 белая ладья · c4 белый слон · e4 чёрная пешка · f4 белый король · g4 чёрная пешка · a3 чёрный ферзь · e3 чёрная пешка · g3 белый слон · a2 чёрный конь | d8 чёрный слон · g8 чёрная ладья · b7 чёрная пешка · c7 чёрная пешка · d7 чёрная ладья · f7 чёрная пешка · h7 чёрный слон · c6 белый конь · d6 чёрный король · f6 чёрный конь · h6 белая ладья · b5 белый ферзь · c5 белая ладья · c4 белый слон · e4 чёрная пешка · f4 белый король · g4 чёрная пешка · a3 чёрный ферзь · e3 чёрная пешка · g3 белый слон · a2 чёрный конь | d8 чёрный слон · g8 чёрная ладья · b7 чёрная пешка · c7 чёрная пешка · d7 чёрная ладья · f7 чёрная пешка · h7 чёрный слон · c6 белый конь · d6 чёрный король · f6 чёрный конь · h6 белая ладья · b5 белый ферзь · c5 белая ладья · c4 белый слон · e4 чёрная пешка · f4 белый король · g4 чёрная пешка · a3 чёрный ферзь · e3 чёрная пешка · g3 белый слон · a2 чёрный конь | d8 чёрный слон · g8 чёрная ладья · b7 чёрная пешка · c7 чёрная пешка · d7 чёрная ладья · f7 чёрная пешка · h7 чёрный слон · c6 белый конь · d6 чёрный король · f6 чёрный конь · h6 белая ладья · b5 белый ферзь · c5 белая ладья · c4 белый слон · e4 чёрная пешка · f4 белый король · g4 чёрная пешка · a3 чёрный ферзь · e3 чёрная пешка · g3 белый слон · a2 чёрный конь | d8 чёрный слон · g8 чёрная ладья · b7 чёрная пешка · c7 чёрная пешка · d7 чёрная ладья · f7 чёрная пешка · h7 чёрный слон · c6 белый конь · d6 чёрный король · f6 чёрный конь · h6 белая ладья · b5 белый ферзь · c5 белая ладья · c4 белый слон · e4 чёрная пешка · f4 белый король · g4 чёрная пешка · a3 чёрный ферзь · e3 чёрная пешка · g3 белый слон · a2 чёрный конь | d8 чёрный слон · g8 чёрная ладья · b7 чёрная пешка · c7 чёрная пешка · d7 чёрная ладья · f7 чёрная пешка · h7 чёрный слон · c6 белый конь · d6 чёрный король · f6 чёрный конь · h6 белая ладья · b5 белый ферзь · c5 белая ладья · c4 белый слон · e4 чёрная пешка · f4 белый король · g4 чёрная пешка · a3 чёрный ферзь · e3 чёрная пешка · g3 белый слон · a2 чёрный конь | d8 чёрный слон · g8 чёрная ладья · b7 чёрная пешка · c7 чёрная пешка · d7 чёрная ладья · f7 чёрная пешка · h7 чёрный слон · c6 белый конь · d6 чёрный король · f6 чёрный конь · h6 белая ладья · b5 белый ферзь · c5 белая ладья · c4 белый слон · e4 чёрная пешка · f4 белый король · g4 чёрная пешка · a3 чёрный ферзь · e3 чёрная пешка · g3 белый слон · a2 чёрный конь | 7 |
| 6 | d8 чёрный слон · g8 чёрная ладья · b7 чёрная пешка · c7 чёрная пешка · d7 чёрная ладья · f7 чёрная пешка · h7 чёрный слон · c6 белый конь · d6 чёрный король · f6 чёрный конь · h6 белая ладья · b5 белый ферзь · c5 белая ладья · c4 белый слон · e4 чёрная пешка · f4 белый король · g4 чёрная пешка · a3 чёрный ферзь · e3 чёрная пешка · g3 белый слон · a2 чёрный конь | d8 чёрный слон · g8 чёрная ладья · b7 чёрная пешка · c7 чёрная пешка · d7 чёрная ладья · f7 чёрная пешка · h7 чёрный слон · c6 белый конь · d6 чёрный король · f6 чёрный конь · h6 белая ладья · b5 белый ферзь · c5 белая ладья · c4 белый слон · e4 чёрная пешка · f4 белый король · g4 чёрная пешка · a3 чёрный ферзь · e3 чёрная пешка · g3 белый слон · a2 чёрный конь | d8 чёрный слон · g8 чёрная ладья · b7 чёрная пешка · c7 чёрная пешка · d7 чёрная ладья · f7 чёрная пешка · h7 чёрный слон · c6 белый конь · d6 чёрный король · f6 чёрный конь · h6 белая ладья · b5 белый ферзь · c5 белая ладья · c4 белый слон · e4 чёрная пешка · f4 белый король · g4 чёрная пешка · a3 чёрный ферзь · e3 чёрная пешка · g3 белый слон · a2 чёрный конь | d8 чёрный слон · g8 чёрная ладья · b7 чёрная пешка · c7 чёрная пешка · d7 чёрная ладья · f7 чёрная пешка · h7 чёрный слон · c6 белый конь · d6 чёрный король · f6 чёрный конь · h6 белая ладья · b5 белый ферзь · c5 белая ладья · c4 белый слон · e4 чёрная пешка · f4 белый король · g4 чёрная пешка · a3 чёрный ферзь · e3 чёрная пешка · g3 белый слон · a2 чёрный конь | d8 чёрный слон · g8 чёрная ладья · b7 чёрная пешка · c7 чёрная пешка · d7 чёрная ладья · f7 чёрная пешка · h7 чёрный слон · c6 белый конь · d6 чёрный король · f6 чёрный конь · h6 белая ладья · b5 белый ферзь · c5 белая ладья · c4 белый слон · e4 чёрная пешка · f4 белый король · g4 чёрная пешка · a3 чёрный ферзь · e3 чёрная пешка · g3 белый слон · a2 чёрный конь | d8 чёрный слон · g8 чёрная ладья · b7 чёрная пешка · c7 чёрная пешка · d7 чёрная ладья · f7 чёрная пешка · h7 чёрный слон · c6 белый конь · d6 чёрный король · f6 чёрный конь · h6 белая ладья · b5 белый ферзь · c5 белая ладья · c4 белый слон · e4 чёрная пешка · f4 белый король · g4 чёрная пешка · a3 чёрный ферзь · e3 чёрная пешка · g3 белый слон · a2 чёрный конь | d8 чёрный слон · g8 чёрная ладья · b7 чёрная пешка · c7 чёрная пешка · d7 чёрная ладья · f7 чёрная пешка · h7 чёрный слон · c6 белый конь · d6 чёрный король · f6 чёрный конь · h6 белая ладья · b5 белый ферзь · c5 белая ладья · c4 белый слон · e4 чёрная пешка · f4 белый король · g4 чёрная пешка · a3 чёрный ферзь · e3 чёрная пешка · g3 белый слон · a2 чёрный конь | d8 чёрный слон · g8 чёрная ладья · b7 чёрная пешка · c7 чёрная пешка · d7 чёрная ладья · f7 чёрная пешка · h7 чёрный слон · c6 белый конь · d6 чёрный король · f6 чёрный конь · h6 белая ладья · b5 белый ферзь · c5 белая ладья · c4 белый слон · e4 чёрная пешка · f4 белый король · g4 чёрная пешка · a3 чёрный ферзь · e3 чёрная пешка · g3 белый слон · a2 чёрный конь | 6 |
| 5 | d8 чёрный слон · g8 чёрная ладья · b7 чёрная пешка · c7 чёрная пешка · d7 чёрная ладья · f7 чёрная пешка · h7 чёрный слон · c6 белый конь · d6 чёрный король · f6 чёрный конь · h6 белая ладья · b5 белый ферзь · c5 белая ладья · c4 белый слон · e4 чёрная пешка · f4 белый король · g4 чёрная пешка · a3 чёрный ферзь · e3 чёрная пешка · g3 белый слон · a2 чёрный конь | d8 чёрный слон · g8 чёрная ладья · b7 чёрная пешка · c7 чёрная пешка · d7 чёрная ладья · f7 чёрная пешка · h7 чёрный слон · c6 белый конь · d6 чёрный король · f6 чёрный конь · h6 белая ладья · b5 белый ферзь · c5 белая ладья · c4 белый слон · e4 чёрная пешка · f4 белый король · g4 чёрная пешка · a3 чёрный ферзь · e3 чёрная пешка · g3 белый слон · a2 чёрный конь | d8 чёрный слон · g8 чёрная ладья · b7 чёрная пешка · c7 чёрная пешка · d7 чёрная ладья · f7 чёрная пешка · h7 чёрный слон · c6 белый конь · d6 чёрный король · f6 чёрный конь · h6 белая ладья · b5 белый ферзь · c5 белая ладья · c4 белый слон · e4 чёрная пешка · f4 белый король · g4 чёрная пешка · a3 чёрный ферзь · e3 чёрная пешка · g3 белый слон · a2 чёрный конь | d8 чёрный слон · g8 чёрная ладья · b7 чёрная пешка · c7 чёрная пешка · d7 чёрная ладья · f7 чёрная пешка · h7 чёрный слон · c6 белый конь · d6 чёрный король · f6 чёрный конь · h6 белая ладья · b5 белый ферзь · c5 белая ладья · c4 белый слон · e4 чёрная пешка · f4 белый король · g4 чёрная пешка · a3 чёрный ферзь · e3 чёрная пешка · g3 белый слон · a2 чёрный конь | d8 чёрный слон · g8 чёрная ладья · b7 чёрная пешка · c7 чёрная пешка · d7 чёрная ладья · f7 чёрная пешка · h7 чёрный слон · c6 белый конь · d6 чёрный король · f6 чёрный конь · h6 белая ладья · b5 белый ферзь · c5 белая ладья · c4 белый слон · e4 чёрная пешка · f4 белый король · g4 чёрная пешка · a3 чёрный ферзь · e3 чёрная пешка · g3 белый слон · a2 чёрный конь | d8 чёрный слон · g8 чёрная ладья · b7 чёрная пешка · c7 чёрная пешка · d7 чёрная ладья · f7 чёрная пешка · h7 чёрный слон · c6 белый конь · d6 чёрный король · f6 чёрный конь · h6 белая ладья · b5 белый ферзь · c5 белая ладья · c4 белый слон · e4 чёрная пешка · f4 белый король · g4 чёрная пешка · a3 чёрный ферзь · e3 чёрная пешка · g3 белый слон · a2 чёрный конь | d8 чёрный слон · g8 чёрная ладья · b7 чёрная пешка · c7 чёрная пешка · d7 чёрная ладья · f7 чёрная пешка · h7 чёрный слон · c6 белый конь · d6 чёрный король · f6 чёрный конь · h6 белая ладья · b5 белый ферзь · c5 белая ладья · c4 белый слон · e4 чёрная пешка · f4 белый король · g4 чёрная пешка · a3 чёрный ферзь · e3 чёрная пешка · g3 белый слон · a2 чёрный конь | d8 чёрный слон · g8 чёрная ладья · b7 чёрная пешка · c7 чёрная пешка · d7 чёрная ладья · f7 чёрная пешка · h7 чёрный слон · c6 белый конь · d6 чёрный король · f6 чёрный конь · h6 белая ладья · b5 белый ферзь · c5 белая ладья · c4 белый слон · e4 чёрная пешка · f4 белый король · g4 чёрная пешка · a3 чёрный ферзь · e3 чёрная пешка · g3 белый слон · a2 чёрный конь | 5 |
| 4 | d8 чёрный слон · g8 чёрная ладья · b7 чёрная пешка · c7 чёрная пешка · d7 чёрная ладья · f7 чёрная пешка · h7 чёрный слон · c6 белый конь · d6 чёрный король · f6 чёрный конь · h6 белая ладья · b5 белый ферзь · c5 белая ладья · c4 белый слон · e4 чёрная пешка · f4 белый король · g4 чёрная пешка · a3 чёрный ферзь · e3 чёрная пешка · g3 белый слон · a2 чёрный конь | d8 чёрный слон · g8 чёрная ладья · b7 чёрная пешка · c7 чёрная пешка · d7 чёрная ладья · f7 чёрная пешка · h7 чёрный слон · c6 белый конь · d6 чёрный король · f6 чёрный конь · h6 белая ладья · b5 белый ферзь · c5 белая ладья · c4 белый слон · e4 чёрная пешка · f4 белый король · g4 чёрная пешка · a3 чёрный ферзь · e3 чёрная пешка · g3 белый слон · a2 чёрный конь | d8 чёрный слон · g8 чёрная ладья · b7 чёрная пешка · c7 чёрная пешка · d7 чёрная ладья · f7 чёрная пешка · h7 чёрный слон · c6 белый конь · d6 чёрный король · f6 чёрный конь · h6 белая ладья · b5 белый ферзь · c5 белая ладья · c4 белый слон · e4 чёрная пешка · f4 белый король · g4 чёрная пешка · a3 чёрный ферзь · e3 чёрная пешка · g3 белый слон · a2 чёрный конь | d8 чёрный слон · g8 чёрная ладья · b7 чёрная пешка · c7 чёрная пешка · d7 чёрная ладья · f7 чёрная пешка · h7 чёрный слон · c6 белый конь · d6 чёрный король · f6 чёрный конь · h6 белая ладья · b5 белый ферзь · c5 белая ладья · c4 белый слон · e4 чёрная пешка · f4 белый король · g4 чёрная пешка · a3 чёрный ферзь · e3 чёрная пешка · g3 белый слон · a2 чёрный конь | d8 чёрный слон · g8 чёрная ладья · b7 чёрная пешка · c7 чёрная пешка · d7 чёрная ладья · f7 чёрная пешка · h7 чёрный слон · c6 белый конь · d6 чёрный король · f6 чёрный конь · h6 белая ладья · b5 белый ферзь · c5 белая ладья · c4 белый слон · e4 чёрная пешка · f4 белый король · g4 чёрная пешка · a3 чёрный ферзь · e3 чёрная пешка · g3 белый слон · a2 чёрный конь | d8 чёрный слон · g8 чёрная ладья · b7 чёрная пешка · c7 чёрная пешка · d7 чёрная ладья · f7 чёрная пешка · h7 чёрный слон · c6 белый конь · d6 чёрный король · f6 чёрный конь · h6 белая ладья · b5 белый ферзь · c5 белая ладья · c4 белый слон · e4 чёрная пешка · f4 белый король · g4 чёрная пешка · a3 чёрный ферзь · e3 чёрная пешка · g3 белый слон · a2 чёрный конь | d8 чёрный слон · g8 чёрная ладья · b7 чёрная пешка · c7 чёрная пешка · d7 чёрная ладья · f7 чёрная пешка · h7 чёрный слон · c6 белый конь · d6 чёрный король · f6 чёрный конь · h6 белая ладья · b5 белый ферзь · c5 белая ладья · c4 белый слон · e4 чёрная пешка · f4 белый король · g4 чёрная пешка · a3 чёрный ферзь · e3 чёрная пешка · g3 белый слон · a2 чёрный конь | d8 чёрный слон · g8 чёрная ладья · b7 чёрная пешка · c7 чёрная пешка · d7 чёрная ладья · f7 чёрная пешка · h7 чёрный слон · c6 белый конь · d6 чёрный король · f6 чёрный конь · h6 белая ладья · b5 белый ферзь · c5 белая ладья · c4 белый слон · e4 чёрная пешка · f4 белый король · g4 чёрная пешка · a3 чёрный ферзь · e3 чёрная пешка · g3 белый слон · a2 чёрный конь | 4 |
| 3 | d8 чёрный слон · g8 чёрная ладья · b7 чёрная пешка · c7 чёрная пешка · d7 чёрная ладья · f7 чёрная пешка · h7 чёрный слон · c6 белый конь · d6 чёрный король · f6 чёрный конь · h6 белая ладья · b5 белый ферзь · c5 белая ладья · c4 белый слон · e4 чёрная пешка · f4 белый король · g4 чёрная пешка · a3 чёрный ферзь · e3 чёрная пешка · g3 белый слон · a2 чёрный конь | d8 чёрный слон · g8 чёрная ладья · b7 чёрная пешка · c7 чёрная пешка · d7 чёрная ладья · f7 чёрная пешка · h7 чёрный слон · c6 белый конь · d6 чёрный король · f6 чёрный конь · h6 белая ладья · b5 белый ферзь · c5 белая ладья · c4 белый слон · e4 чёрная пешка · f4 белый король · g4 чёрная пешка · a3 чёрный ферзь · e3 чёрная пешка · g3 белый слон · a2 чёрный конь | d8 чёрный слон · g8 чёрная ладья · b7 чёрная пешка · c7 чёрная пешка · d7 чёрная ладья · f7 чёрная пешка · h7 чёрный слон · c6 белый конь · d6 чёрный король · f6 чёрный конь · h6 белая ладья · b5 белый ферзь · c5 белая ладья · c4 белый слон · e4 чёрная пешка · f4 белый король · g4 чёрная пешка · a3 чёрный ферзь · e3 чёрная пешка · g3 белый слон · a2 чёрный конь | d8 чёрный слон · g8 чёрная ладья · b7 чёрная пешка · c7 чёрная пешка · d7 чёрная ладья · f7 чёрная пешка · h7 чёрный слон · c6 белый конь · d6 чёрный король · f6 чёрный конь · h6 белая ладья · b5 белый ферзь · c5 белая ладья · c4 белый слон · e4 чёрная пешка · f4 белый король · g4 чёрная пешка · a3 чёрный ферзь · e3 чёрная пешка · g3 белый слон · a2 чёрный конь | d8 чёрный слон · g8 чёрная ладья · b7 чёрная пешка · c7 чёрная пешка · d7 чёрная ладья · f7 чёрная пешка · h7 чёрный слон · c6 белый конь · d6 чёрный король · f6 чёрный конь · h6 белая ладья · b5 белый ферзь · c5 белая ладья · c4 белый слон · e4 чёрная пешка · f4 белый король · g4 чёрная пешка · a3 чёрный ферзь · e3 чёрная пешка · g3 белый слон · a2 чёрный конь | d8 чёрный слон · g8 чёрная ладья · b7 чёрная пешка · c7 чёрная пешка · d7 чёрная ладья · f7 чёрная пешка · h7 чёрный слон · c6 белый конь · d6 чёрный король · f6 чёрный конь · h6 белая ладья · b5 белый ферзь · c5 белая ладья · c4 белый слон · e4 чёрная пешка · f4 белый король · g4 чёрная пешка · a3 чёрный ферзь · e3 чёрная пешка · g3 белый слон · a2 чёрный конь | d8 чёрный слон · g8 чёрная ладья · b7 чёрная пешка · c7 чёрная пешка · d7 чёрная ладья · f7 чёрная пешка · h7 чёрный слон · c6 белый конь · d6 чёрный король · f6 чёрный конь · h6 белая ладья · b5 белый ферзь · c5 белая ладья · c4 белый слон · e4 чёрная пешка · f4 белый король · g4 чёрная пешка · a3 чёрный ферзь · e3 чёрная пешка · g3 белый слон · a2 чёрный конь | d8 чёрный слон · g8 чёрная ладья · b7 чёрная пешка · c7 чёрная пешка · d7 чёрная ладья · f7 чёрная пешка · h7 чёрный слон · c6 белый конь · d6 чёрный король · f6 чёрный конь · h6 белая ладья · b5 белый ферзь · c5 белая ладья · c4 белый слон · e4 чёрная пешка · f4 белый король · g4 чёрная пешка · a3 чёрный ферзь · e3 чёрная пешка · g3 белый слон · a2 чёрный конь | 3 |
| 2 | d8 чёрный слон · g8 чёрная ладья · b7 чёрная пешка · c7 чёрная пешка · d7 чёрная ладья · f7 чёрная пешка · h7 чёрный слон · c6 белый конь · d6 чёрный король · f6 чёрный конь · h6 белая ладья · b5 белый ферзь · c5 белая ладья · c4 белый слон · e4 чёрная пешка · f4 белый король · g4 чёрная пешка · a3 чёрный ферзь · e3 чёрная пешка · g3 белый слон · a2 чёрный конь | d8 чёрный слон · g8 чёрная ладья · b7 чёрная пешка · c7 чёрная пешка · d7 чёрная ладья · f7 чёрная пешка · h7 чёрный слон · c6 белый конь · d6 чёрный король · f6 чёрный конь · h6 белая ладья · b5 белый ферзь · c5 белая ладья · c4 белый слон · e4 чёрная пешка · f4 белый король · g4 чёрная пешка · a3 чёрный ферзь · e3 чёрная пешка · g3 белый слон · a2 чёрный конь | d8 чёрный слон · g8 чёрная ладья · b7 чёрная пешка · c7 чёрная пешка · d7 чёрная ладья · f7 чёрная пешка · h7 чёрный слон · c6 белый конь · d6 чёрный король · f6 чёрный конь · h6 белая ладья · b5 белый ферзь · c5 белая ладья · c4 белый слон · e4 чёрная пешка · f4 белый король · g4 чёрная пешка · a3 чёрный ферзь · e3 чёрная пешка · g3 белый слон · a2 чёрный конь | d8 чёрный слон · g8 чёрная ладья · b7 чёрная пешка · c7 чёрная пешка · d7 чёрная ладья · f7 чёрная пешка · h7 чёрный слон · c6 белый конь · d6 чёрный король · f6 чёрный конь · h6 белая ладья · b5 белый ферзь · c5 белая ладья · c4 белый слон · e4 чёрная пешка · f4 белый король · g4 чёрная пешка · a3 чёрный ферзь · e3 чёрная пешка · g3 белый слон · a2 чёрный конь | d8 чёрный слон · g8 чёрная ладья · b7 чёрная пешка · c7 чёрная пешка · d7 чёрная ладья · f7 чёрная пешка · h7 чёрный слон · c6 белый конь · d6 чёрный король · f6 чёрный конь · h6 белая ладья · b5 белый ферзь · c5 белая ладья · c4 белый слон · e4 чёрная пешка · f4 белый король · g4 чёрная пешка · a3 чёрный ферзь · e3 чёрная пешка · g3 белый слон · a2 чёрный конь | d8 чёрный слон · g8 чёрная ладья · b7 чёрная пешка · c7 чёрная пешка · d7 чёрная ладья · f7 чёрная пешка · h7 чёрный слон · c6 белый конь · d6 чёрный король · f6 чёрный конь · h6 белая ладья · b5 белый ферзь · c5 белая ладья · c4 белый слон · e4 чёрная пешка · f4 белый король · g4 чёрная пешка · a3 чёрный ферзь · e3 чёрная пешка · g3 белый слон · a2 чёрный конь | d8 чёрный слон · g8 чёрная ладья · b7 чёрная пешка · c7 чёрная пешка · d7 чёрная ладья · f7 чёрная пешка · h7 чёрный слон · c6 белый конь · d6 чёрный король · f6 чёрный конь · h6 белая ладья · b5 белый ферзь · c5 белая ладья · c4 белый слон · e4 чёрная пешка · f4 белый король · g4 чёрная пешка · a3 чёрный ферзь · e3 чёрная пешка · g3 белый слон · a2 чёрный конь | d8 чёрный слон · g8 чёрная ладья · b7 чёрная пешка · c7 чёрная пешка · d7 чёрная ладья · f7 чёрная пешка · h7 чёрный слон · c6 белый конь · d6 чёрный король · f6 чёрный конь · h6 белая ладья · b5 белый ферзь · c5 белая ладья · c4 белый слон · e4 чёрная пешка · f4 белый король · g4 чёрная пешка · a3 чёрный ферзь · e3 чёрная пешка · g3 белый слон · a2 чёрный конь | 2 |
| 1 | d8 чёрный слон · g8 чёрная ладья · b7 чёрная пешка · c7 чёрная пешка · d7 чёрная ладья · f7 чёрная пешка · h7 чёрный слон · c6 белый конь · d6 чёрный король · f6 чёрный конь · h6 белая ладья · b5 белый ферзь · c5 белая ладья · c4 белый слон · e4 чёрная пешка · f4 белый король · g4 чёрная пешка · a3 чёрный ферзь · e3 чёрная пешка · g3 белый слон · a2 чёрный конь | d8 чёрный слон · g8 чёрная ладья · b7 чёрная пешка · c7 чёрная пешка · d7 чёрная ладья · f7 чёрная пешка · h7 чёрный слон · c6 белый конь · d6 чёрный король · f6 чёрный конь · h6 белая ладья · b5 белый ферзь · c5 белая ладья · c4 белый слон · e4 чёрная пешка · f4 белый король · g4 чёрная пешка · a3 чёрный ферзь · e3 чёрная пешка · g3 белый слон · a2 чёрный конь | d8 чёрный слон · g8 чёрная ладья · b7 чёрная пешка · c7 чёрная пешка · d7 чёрная ладья · f7 чёрная пешка · h7 чёрный слон · c6 белый конь · d6 чёрный король · f6 чёрный конь · h6 белая ладья · b5 белый ферзь · c5 белая ладья · c4 белый слон · e4 чёрная пешка · f4 белый король · g4 чёрная пешка · a3 чёрный ферзь · e3 чёрная пешка · g3 белый слон · a2 чёрный конь | d8 чёрный слон · g8 чёрная ладья · b7 чёрная пешка · c7 чёрная пешка · d7 чёрная ладья · f7 чёрная пешка · h7 чёрный слон · c6 белый конь · d6 чёрный король · f6 чёрный конь · h6 белая ладья · b5 белый ферзь · c5 белая ладья · c4 белый слон · e4 чёрная пешка · f4 белый король · g4 чёрная пешка · a3 чёрный ферзь · e3 чёрная пешка · g3 белый слон · a2 чёрный конь | d8 чёрный слон · g8 чёрная ладья · b7 чёрная пешка · c7 чёрная пешка · d7 чёрная ладья · f7 чёрная пешка · h7 чёрный слон · c6 белый конь · d6 чёрный король · f6 чёрный конь · h6 белая ладья · b5 белый ферзь · c5 белая ладья · c4 белый слон · e4 чёрная пешка · f4 белый король · g4 чёрная пешка · a3 чёрный ферзь · e3 чёрная пешка · g3 белый слон · a2 чёрный конь | d8 чёрный слон · g8 чёрная ладья · b7 чёрная пешка · c7 чёрная пешка · d7 чёрная ладья · f7 чёрная пешка · h7 чёрный слон · c6 белый конь · d6 чёрный король · f6 чёрный конь · h6 белая ладья · b5 белый ферзь · c5 белая ладья · c4 белый слон · e4 чёрная пешка · f4 белый король · g4 чёрная пешка · a3 чёрный ферзь · e3 чёрная пешка · g3 белый слон · a2 чёрный конь | d8 чёрный слон · g8 чёрная ладья · b7 чёрная пешка · c7 чёрная пешка · d7 чёрная ладья · f7 чёрная пешка · h7 чёрный слон · c6 белый конь · d6 чёрный король · f6 чёрный конь · h6 белая ладья · b5 белый ферзь · c5 белая ладья · c4 белый слон · e4 чёрная пешка · f4 белый король · g4 чёрная пешка · a3 чёрный ферзь · e3 чёрная пешка · g3 белый слон · a2 чёрный конь | d8 чёрный слон · g8 чёрная ладья · b7 чёрная пешка · c7 чёрная пешка · d7 чёрная ладья · f7 чёрная пешка · h7 чёрный слон · c6 белый конь · d6 чёрный король · f6 чёрный конь · h6 белая ладья · b5 белый ферзь · c5 белая ладья · c4 белый слон · e4 чёрная пешка · f4 белый король · g4 чёрная пешка · a3 чёрный ферзь · e3 чёрная пешка · g3 белый слон · a2 чёрный конь | 1 |
|   | a | b | c | d | e | f | g | h |   |

1.Лch5! (1.Лf5? Лg6!; 1.Лg5? Сg6!) 

1. ... Лg6 2.Крf5# 

1. ... Сg6 2.Крg5# 

1. ... Кb4 2.Фc5# 

1. ... Кc3 2.Кр:e3# 

1. ... bc 2.Фе5#

## Книги
- Шахматная задача. М.; Л., 1925. 52, [1] с.
- Как составлять шахматные задачи. М.; Л., 1931. 109, [2] с.
- 300 шахматных задач. Л.; М., 1933. 188, [2] с. (соавтор)